# Konaré Mariam Kalapo
Konaré Mariam Kalapo, née le 23 juin 1953 à San dans la région de Ségou, est une femme politique malienne. Elle est titulaire d’un doctorat en sciences hospitalières et médico-sociales de la Faculté de médecine, de pharmacie et de santé publique de l’Université libre de Bruxelles (Belgique, 1983). Elle est ministre malienne de la Promotion de la Femme, de l’Enfant et de la Famille du 6 avril 2011 au 16 février 2012.
Sur le plan administratif, Konaré Mariam Kalapo a été tour à tour directrice de l’Institut d'études et de recherche en géronto-gériatrie puis directrice générale de l’Agence nationale d'assistance médicale (ANAM).
Konaré Mariam Kalapo a également travaillé pour l’Organisation mondiale de la santé.

## Sources
« Ministre de la promotion de la Femme et de la Famille :Konaré Mariam Kalapo »